# AFTER YEARS
「AFTER YEARS」（アフター・イヤーズ）は、竹内まりやの楽曲。「駅」とのカップリングによる両A面シングル「AFTER YEARS／駅」が、竹内の16枚目のシングルとして1987年11月28日にアルファ・ムーン（現・ワーナーミュージック・ジャパン）から発売された（EP:MOON-753, SCD:10SD-5）。
テレビ朝日系『素敵にドキュメント』主題歌として使用された。

## AFTER YEARS／駅
- 事実上のプロモーション・ビデオとされているのは『Souvenir〜Mariya Takeuchi Live』の時のライブ映像をそのまま使ったもの（ディスク音源を映像にのせたものでない）で、このPVはベスト盤『Expressions』リリース時に公式サイトで期間限定で公開され、2008年4月2日にNHKの番組『SONGS 1周年記念スペシャル』でもフルサイズで放送された。
- 1988年5月10日に、ジャケット写真を変え、A面とB面を入れ替えて再リリースされた。
- オリジナル盤との合算で13.2万枚のセールスを記録した。

### シングル・レコード
全作詞・作曲：竹内まりや／編曲：山下達郎。
1. AFTER YEARS
  - テレビ朝日系「素敵にドキュメント」テーマソング。
  - 1992年のアルバム『Quiet Life』に収録。
2. 駅
  - 1987年のアルバム『REQUEST』からシングルカットされた曲。
  - 元は中森明菜への提供曲であったが、竹内によるセルフ・カバーにより広く知られるようになった。

### 8cmCD
1. 駅
2. AFTER YEARS

### シングル・カセット
- A面

1. 駅
2. 駅（オリジナル・カラオケ）

- B面

1. AFTER YEARS
2. AFTER YEARS（オリジナル・カラオケ）

### 収録作品
- After Years
  - Quiet Life
  - Turntable
- 駅
  - REQUEST
  - Impressions
  - Souvenir 〜 Mariya Takeuchi Live - ライブ音源で収録。
  - Expressions

## 主なカヴァー
- 香港系の歌手・呂珊がアルバム『文明浪族』（1988年）の中で「時光倒流」としてカバーしている。
- 台湾系の歌手・江玲がアルバム『中國新娘』（1988年）の中で「危險童話」としてカバーしている。